# James Rennell
Pour les articles homonymes, voir Rennell.
Le major James Rennell (Chudleigh, 3 décembre 1742 - Londres, 29 mars 1830), est un géographe, océanographe et historien britannique.

## Biographie
Né dans le Devonshire, élevé par le vicaire local après la mort de son père, il entre dans la marine en 1756. Il participe alors à la bataille navale de Cherbourg et à celle de Saint-Cast.
Il sert ensuite, à partir de 1760 aux Indes comme ingénieur. Envoyé aux Philippines, il dresse des plans et des cartes qui seront gravés par Dalrymple. Il se rend ensuite au Bengale (avril 1764) puis à Agra où il effectue d'importants travaux de topographie.
Gravement blessé en 1776, il quitte le service avec le grade de major général (1777) et rentre en Angleterre où il travaillera durant cinquante-trois ans sur des ouvrages et des cartes de l'Inde.
Il est inhumé à Westminster.

## Œuvres
Il publia d'importants travaux sur la géographie, fut nommé membre de la Royal Society (1781) et associé de l'Institut de France. On lui doit :
- des cartes de l'Inde,
- un Atlas du Bengale, 1779
- une Explication du système géographique d'Hérodote, 1800, où il prouve la fidélité de cet historien;
- des Observations sur la topographie de la plaine de Troie, 1814.
- des Mémoires sur la Géographie de l'Afrique, 1790-98.
- une Géographie comparée de l'Asie du Sud, posth.1831

On lui doit aussi des travaux hydrographiques sur l'Atlantique et l'océan Indien.
Il aida en outre Mungo Park à rédiger ses Voyages, et fut à l'origine du mythe des Monts de Kong qui étaient au XIXe siècle censés traverser l'Afrique de l'Ouest en Est, au niveau approximatif du 10e parallèle nord.

## Galerie

Carte de l'Inde britannique, 1788
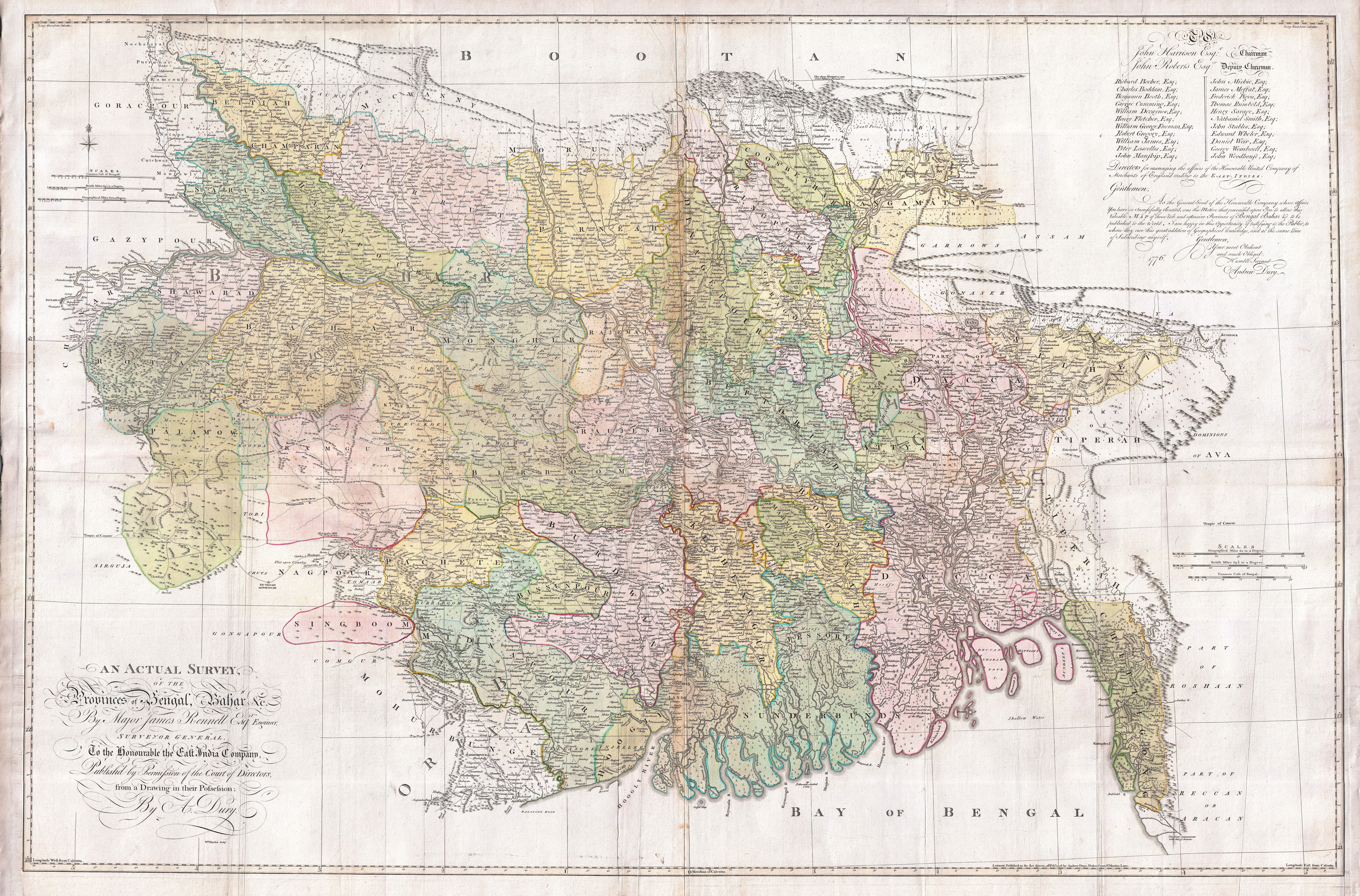
Carte du Bengale et du Bihar, 1776
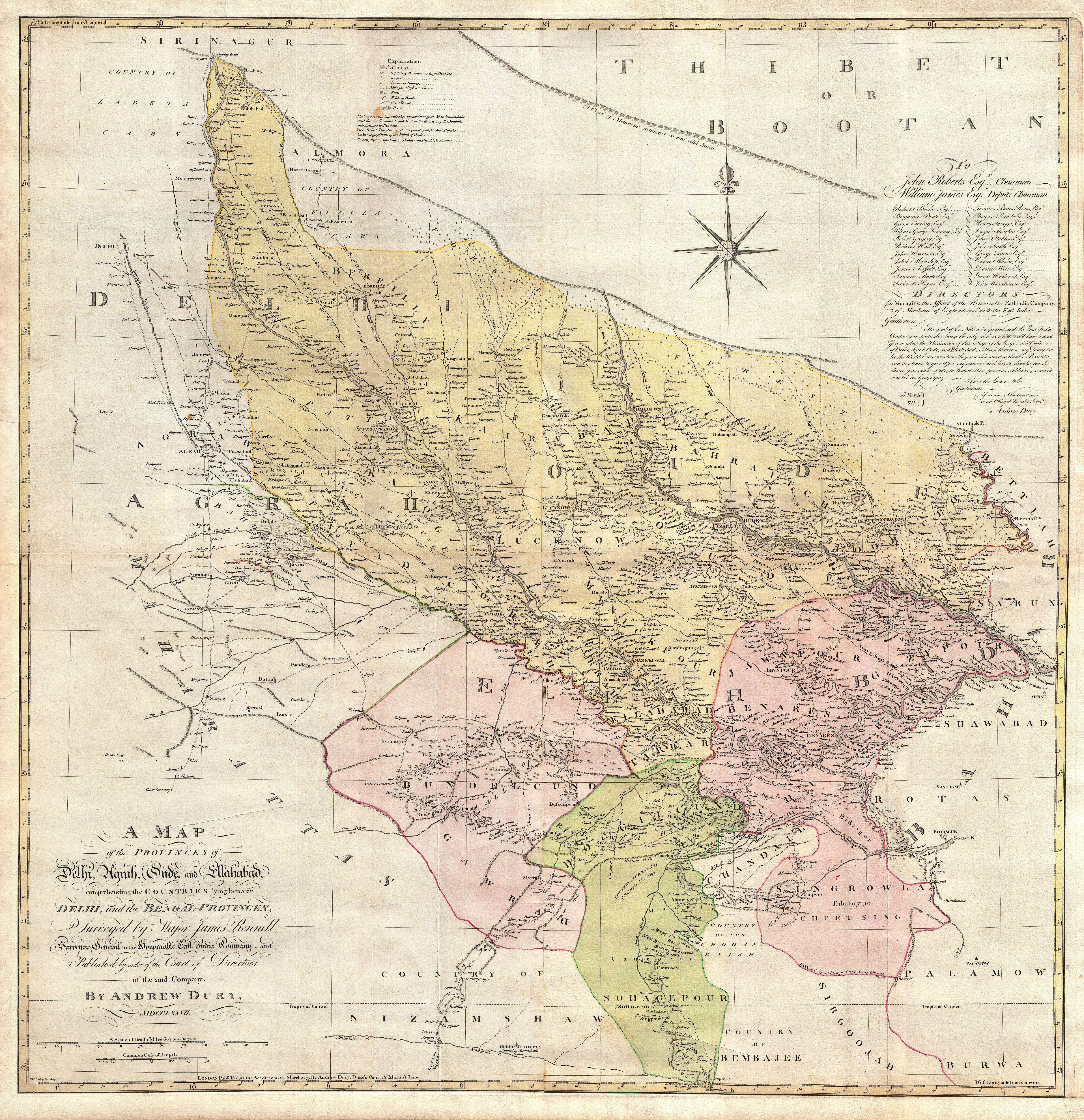
Carte du centre-nord de l'Inde, 1777
Carte du bassin du Gange, 1786
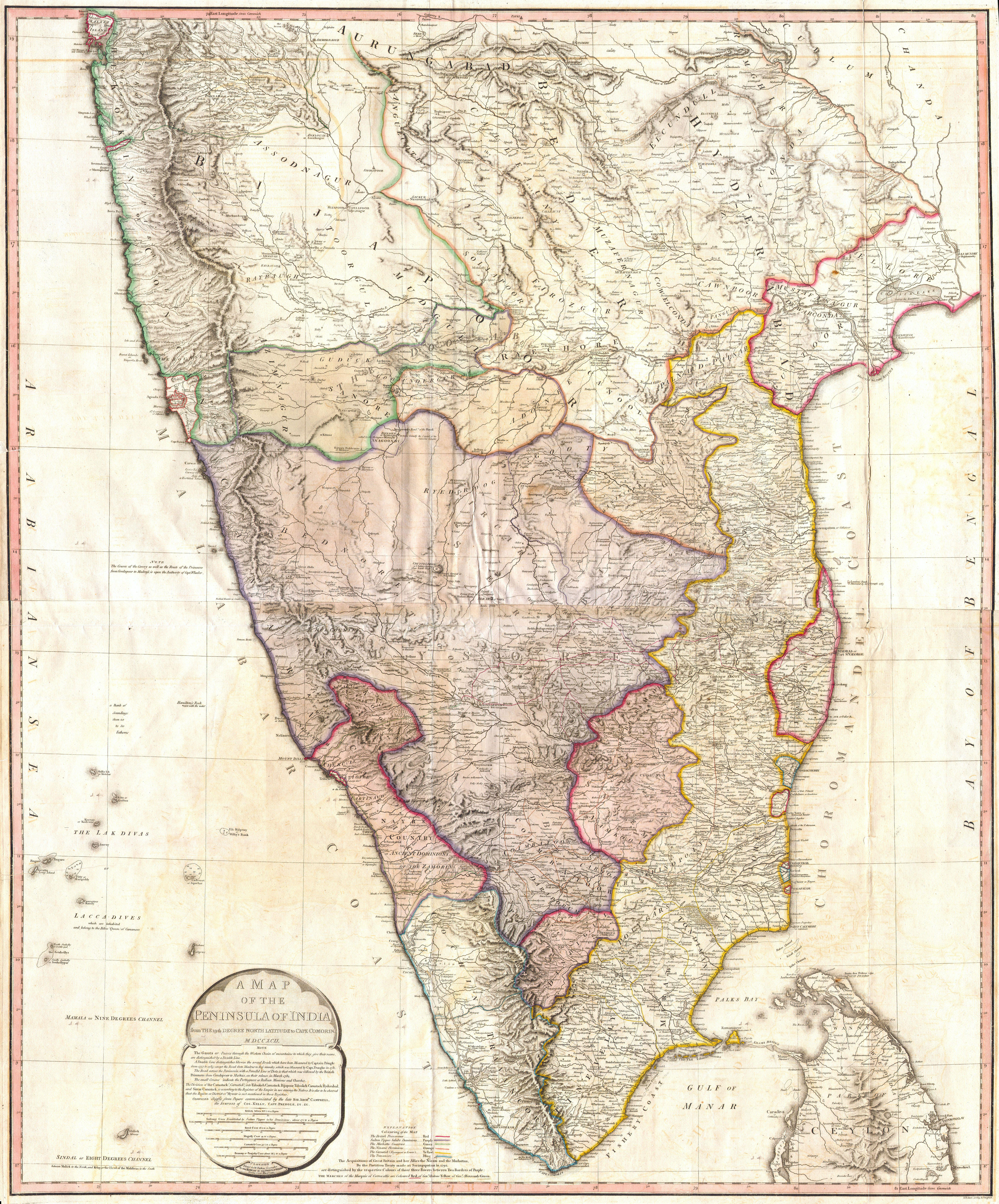
Carte du Deccan et de Ceylan, 1793
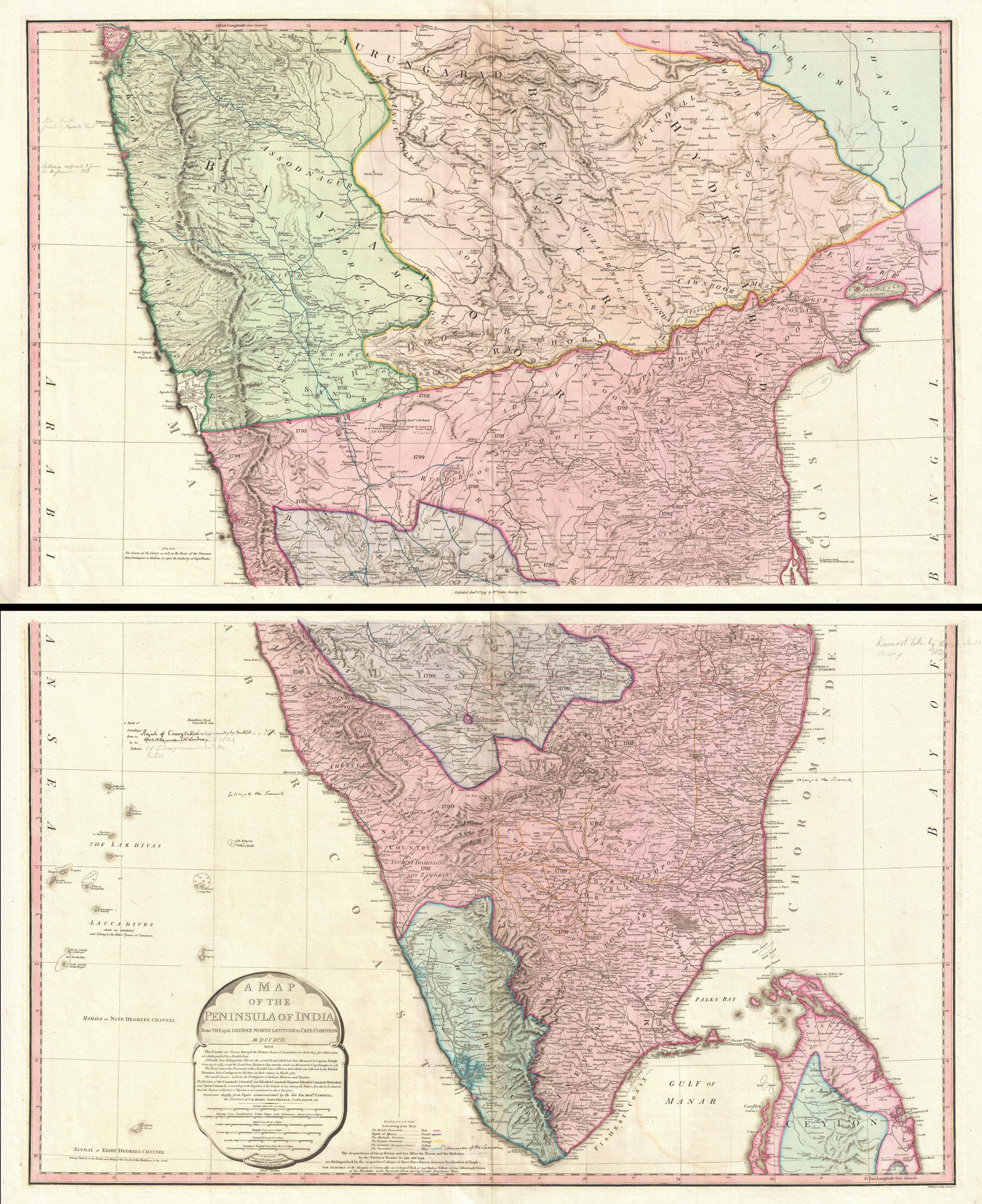
Carte du Deccan et de Ceylan, 1800